# توروبيا ديل كامبو
بلدية توروبيا ديل كامبو (بالإسبانية: Torrubia del Campo)‏، هي إحدى بلديات مقاطعة قونكة إحدى مقاطعات إسبانيا، و التي تقع في منطقة قشتالة لا منتشا وسط البلاد، و المائلة لجهة الشرق من إسبانيا.
يبلغ عدد سكانها 349 نسمة وفقاً لإحصائية سنة (2007).